# Yuanbao (sockenhuvudort i Kina, Hubei Sheng, lat 30,24, long 109,01)
Yuanbao (kinesiska: 元堡, 元堡乡) är en sockenhuvudort i Kina. Den ligger i provinsen Hubei, i den centrala delen av landet, omkring 510 kilometer väster om provinshuvudstaden Wuhan. Antalet invånare är 23 067. Befolkningen består av 11 148 kvinnor och 11 919 män. Barn under 15 år utgör 22,0 %, vuxna 15-64 år 65 %, och äldre över 65 år 12,0 %.
Runt Yuanbao är det ganska tätbefolkat, med 172 invånare per kvadratkilometer. Närmaste större samhälle är Lichuan, 16,5 km väster om Yuanbao. I omgivningarna runt Yuanbao växer i huvudsak blandskog.
Genomsnittlig årsnederbörd är 1 580 millimeter. Den regnigaste månaden är september, med i genomsnitt 287 mm nederbörd, och den torraste är december, med 18 mm nederbörd.